# Bourgoin-Jallieu
Bourgoin-Jallieu is een gemeente in het Franse departement Isère (regio Auvergne-Rhône-Alpes). De gemeente telde 29.816 inwoners op 1 januari 2022. De plaats maakt deel uit van het arrondissement La Tour-du-Pin.

## Geschiedenis
Het Gallische volk van de Allobroges woonde in deze streek voor de komst van de Romeinen. 
Bourgoin heeft een rijke geschiedenis die teruggaat tot de Romeinse tijd. Bourgoin kreeg in de middeleeuwen stadsrechten. Jallieu was tijdens het ancien régime een gehucht van Bourgoin. Na de Franse Revolutie werd het een zelfstandige gemeente. In de 19e eeuw kwam er industrie in beide gemeenten. Ze stonden vooral bekend voor de fabricatie van bedrukt textiel.
In 1967 fuseerden Bourgoin en Jallieu.

## Geografie
De gemeente ligt op de grens tussen de vlakte van Est Lyonnais en het plateau Terres froides. De Bourbre stroomt door de gemeente.
De oppervlakte van Bourgoin-Jallieu bedroeg op 1 januari 2022 24,37 vierkante kilometer; de bevolkingsdichtheid was toen 1.223,5 inwoners per km².
De onderstaande kaart toont de ligging van Bourgoin-Jallieu met de belangrijkste infrastructuur en aangrenzende gemeenten.

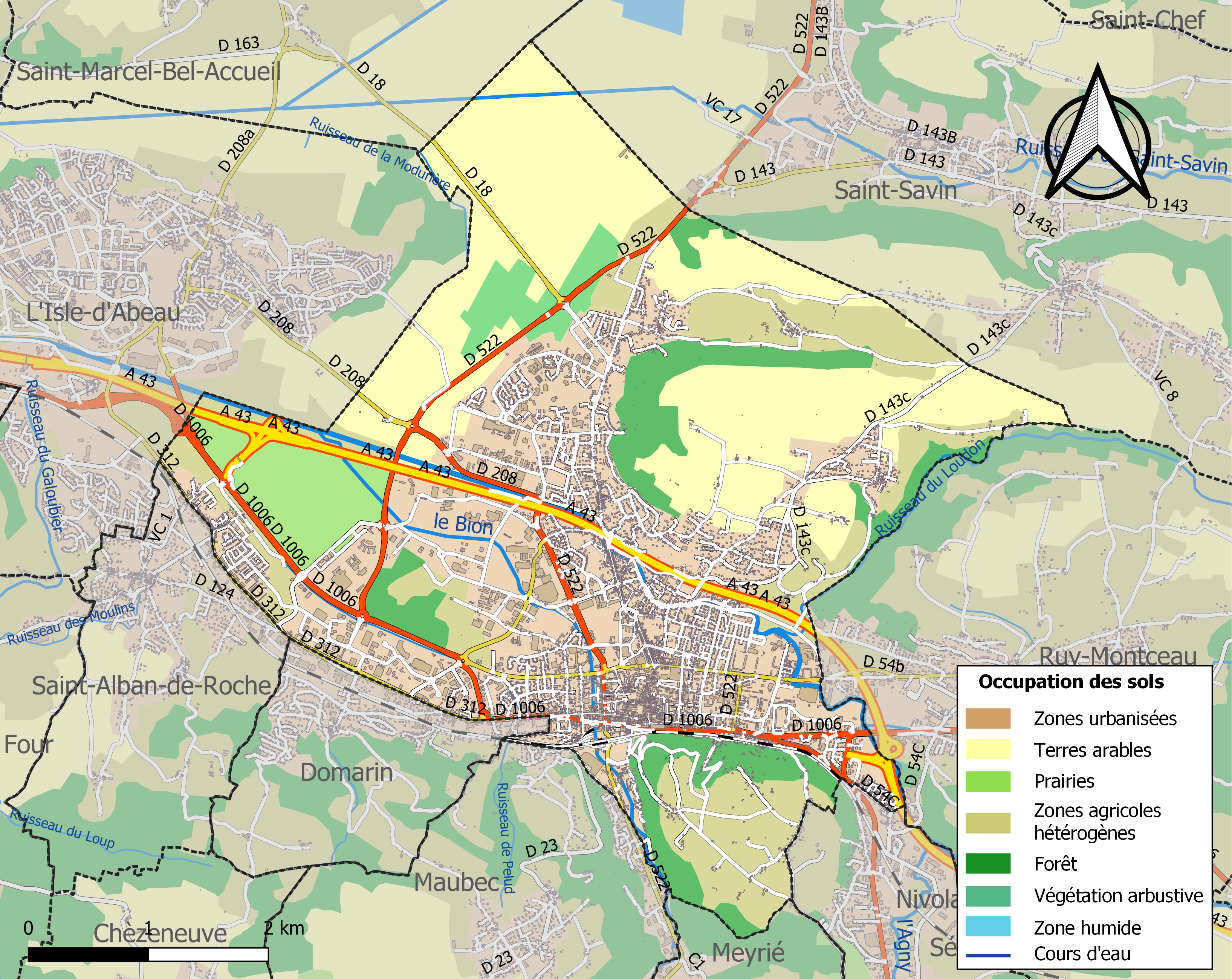

## Demografie
Onderstaande figuur toont het verloop van het inwonertal (bron: INSEE-tellingen).

## Verkeer
In de gemeente ligt spoorwegstation Bourgoin-Jallieu.
De autosnelweg A43 loopt door de gemeente.

## Geboren
- Frédéric Dard (1921-2000), schrijver, geestelijke vader van commissaris San Antonio
- Amine Gouiri (2000), voetballer
- Julie Bego (2005), wielrenster

## Stedenband
- Bergisch Gladbach, (Duitsland)